# Museu Arqueológico José Monteiro
O Museu Arqueológico José Monteiro fica situado na cidade de Fundão, Portugal. 

## A fundação do Museu Municipal
Esta unidade museológica foi criada, sob a designação genérica de Museu Municipal do Fundão, por deliberação camarária de 8 de Outubro de 1942, graças ao labor instante do Conselheiro José Alves Monteiro, enérgico investigador e arqueólogo fundanense, que viria de resto a ser o seu primeiro conservador. O espólio abrangia simultaneamente colecções etnográficas e arqueológicas segundo prática corrente na época. Desde a data da fundação, o Museu funcionou em dois espaços, ambos absolutamente exíguos e desadequados: primeiro no piso térreo do edifício camarário e, depois, em Outubro de 1965, nos baixios do Casino Fundanense, sem que reunisse todavia o mínimo de condições, em desprimor do rico espólio que o mesmo compreendia. Compreendendo alguns artefactos pré e proto-históricos, é com efeito a sua componente epigráfica que lhe confere uma singularidade extraordinária no contexto dos estudos ibéricos, e é o resultado das perseverantes investigações que, durante anos, José Monteiro envidou. De entre os espécimes recolhidos, destaque-se os monumentos votivos dedicados a várias divindades indígenas e romanas (como Aetius, Bandis Vorteaceo, Quangueio, Júpiter…)  sem esquecer o Terminus Augustalis – único no género recolhido em museus portugueses. Em 1980, por ocasião do centenário de José Monteiro, a Câmara de então resolveu dar ao Museu o nome do próprio fundador, colmatando a injustiça que significou a sua destituição em Setembro de 1974. A unidade museológica parecia renascer, agora sob a designação de Museu Municipal José Monteiro, mas a verdade é que tudo se manteve inalterável. 		
Há muito que, na imprensa regional e nacional, a sua situação degradante era denunciada, sobretudo por individualidades ligadas à museologia e arqueologia, sendo-lhe atribuído o apodo de «cancro museológico»…		

## O Museu Arqueológico Municipal José Monteiro
Conhecendo instalações «provisórias» precisamente desde que foi instituído, apenas após 60 anos de expectativas e delongas o Museu Municipal veria a sua sorte mudar. Em 2002, o presidente da edilidade, Dr. Manuel Frexes, logo diligenciou no sentido de se pôr cobro ao estado precário das dependências do Museu. Para tal criou o Pelouro do Património e constituiu o Gabinete do Património Histórico e Arqueológico com a incumbência da valorização, divulgação, protecção patrimonial e estudo das novas atribuições e instalações do Museu Municipal. Cientes de que a solução ideal passa sempre pela construção de um edifício de raiz, contemplando sem entraves o programa museológico requerido, ainda se diligenciou nesse sentido. Todavia, esta situação só poderia ser exequível num espaço fora da cidade, pelo que se passou a equacionar, paralelamente, a possibilidade de aquisição de um edifício histórico, no centro da cidade, reabilitando assim património, e contribuindo  simultaneamente para a revitalização do centro da urbe. Sopesando as possibilidades, cotejando diversas situações e consultados os respectivos técnicos optou-se por instalar o Museu no Solar Taborda d’Elvas, situado naquela que poderá ser mais antiga, e a mais tradicional artéria do Fundão – a Rua da Cale. Trata-se de um edifício barroco edificado sobre estruturas quinhentistas. O projecto arquitectónico, conjugado com o plano museológico procurou respeitar a volumetria primitiva do edifício, a identidade da fachada e algumas estruturas emblemáticas com as mais modernas exigências museológicas. Assim, os estudos de arquitectura realizados a par com a observância da funcionalidade museal, conferiram ao novo edifício uma estruturação capaz de responder a uma linguagem museológica funcional e prática, que garanta o acesso a todos os frequentadores do espaço e permita uma acesso fácil e global à informação expositiva, documental e informática.  
Paralelamente, e uma vez que desde a sua fundação o Museu se mantinha sob uma decrépita conceptualidade museológica, já que aí coexistiam artefactos do foro etnográfico com os pertencentes aos domínios da arqueologia (já que José Monteiro, discípulo de Leite de Vasconcelos, se assumia simultaneamente – na esteira de seu mestre – como etnógrafo e arqueólogo), a autarquia reestruturou, por deliberação camarária de 11 de Setembro de 2003, a unidade museológica em apreço consagrando-a na vertente exclusiva de arqueologia. Nascia assim o Museu Arqueológico Municipal José Monteiro.

## O Solar Taborda d’Elvas
Trata-se de um edifício barroco edificado sobre estruturas quinhentistas, de que são testemunho alguns elementos arquitectónicos preservados aquando da intervenção setecentista que lhe deu o aspecto solarengo que actualmente conserva. Armoriado com a heráldica dos Taborda d’Elvas e Tavares de Falcão, foi construído em finais do séc. XVIII provavelmente por Lourenço José Taborda Tavares d’Elvas de Negreiros Feijó, natural da Fatela, casado com D. Maria Bárbara Falcão, que obteve carta de brasão de armas em 1788. (Brasão Taborda d'Elvas .jpg legenda: Brasão Taborda d'Elvas).  
A curiosidade deste imóvel reside precisamente na conjugação da linguagem arquitectónica primitiva do séc. XVI com a da sua concepção ulterior. A casa quinhentista constituía-se de balcão de escadaria frontal em cantaria e conhecia dois pisos. No piso térreo são visíveis, naquela que seria a frontaria original, um curioso nicho e portados chanfrados. Para Norte, vemos registar-se a mesma situação, com portados exteriores de chanfro pelo que talvez se deva concluir que a habitação confinava originariamente com duas artérias distintas, paralelas entre si, e perpendiculares à Rua da Cale. No século XVIII dá-se então um alargamento para Sul, ocupando assim alguns metros da rua, de que é testemunho a fachada actual. Já a parte posterior, entretanto murada, inviabilizando, em tempo impreciso a outra rua, apresenta um curioso poço ao jeito de cisterna.  Desconhecendo-se se fora do domínio público ou não, é possível que correspondesse a um sistema de drenagem da abundante água que, descendo da Serra da Gardunha pela Caleira que então existia na Rua da Cale e lhe deu o topónimo (Cale = caleira), irrigava os quintais segundo as posturas regulamentares adoptadas ao tempo.  

## Espólio Actual do Museu Arqueológico Municipal José Monteiro
Constituindo a «herança» do Dr. José Monteiro o esteio matricial do Museu Arqueológico, vários foram os artefactos que, recentemente, vieram enriquecer as colecções do mesmo, alguns deles lograram mesmo dilatar o horizonte cronológico da História do Município. Produto de doações e depósitos de instituições museais, mercê de uma campanha de sensibilização levada a cabo pelo Gabinete do Património Histórico e Arqueológico da Câmara Municipal, deram entrada desde 2002 no MAMJM machados neolíticos/calcolíticos; machados de talão e planos remontáveis ao Bronze Final ; vários instrumentos da Idade do Ferro; monumentos epigráficos de origem romana, numismas e peças variadas do mesmo período. Todavia, o achamento em 2005, de um uniface e lasca atribuíveis ao Paleolítico Inferior é quiçá a mais significativa novidade do «novo» museu. É que, no vasto território que medeia entre Monfortinho e a Guarda, nenhum elemento deste longo período da História do Homem havia sido até hoje encontrado. A par destas acções, foram restaurados/reconstituídos por técnicos competentes alguns dos artefactos já pertencente ao Museu.  

## «EBVROBRIGA» – Revista de História, Arqueologia, Património e Museologia do Museu Arqueológico Municipal José Monteiro
Como sustentáculo científico da unidade museológica e bem assim com o objectivo de divulgar os estudos e investigações nas áreas acima enunciadas, concebeu-se uma publicação semestral que conta como colaboradores alguns dos mais conceituados investigadores de Portugal e Espanha. A designação da revista advém de um povoado pré-romano que teria existido numa das freguesias do Concelho do Fundão.